# Ernie Carson
Ernie Carson (* 4. Dezember 1937 in Portland (Oregon); † 9. Januar 2012 ebenda) war ein US-amerikanischer Musiker (Kornett, Trompete, Piano, Gesang) des Dixieland.

## Leben und Wirken
Carson begann in seiner Grundschulzeit Trompete zu spielen und arbeitete während seiner Highschoolzeit als Musiker in Theaterbands. Seine professionelle Karriere begann er 1954 bis 56 als Mitglied der Castle Jazz Band, bevor er zwei Jahre lang seinen Militärdienst bei den Marines ableistete. Im Raum Los Angeles spielte er dann in Gruppen mit Dave Wierbach, Jig Adams und Ray Bauduc, schließlich 1961/62 bei Turk Murphy. Carson leitete gelegentlich auch eigene Formationen wie die Capital City Jazz Band (ab 1972) und die Castle Jazz Band (ab 1992). Er spielte ab den 1970er Jahren in der Dixielandszene von Atlanta; zu hören war er auch auf Alben der Bob Ringwald’s Fulton Street Band. In den 1980er und 1990er Jahren lebte er in New Orleans, bevor er nach Portland zurückkehrte. Während seiner Zeit in New Orleans nahm er mit Pud Brown (Palm Court Strut), Wild Bill Davison, Nick Fatool, Rick Fay, Art Hodes, Helen Humes und Tony Parenti auf und spielte in verschiedenen Bands der Stadt. Unter eigenem Namen legte er Alben für die Label Pearl (1964), Jazzology, GHB, Fat Cat’s Jazz und Stomp Off vor.

## Diskographische Hinweise
- Southern Comfort (GHB, 1983–93)
- Ernie Carson and the Social Polecats (GHB, 1991)
- One Beer (GHB, 1993)
- Every Man a King (GHB, 1993)
- If I Had a Talking Picture of You (GHB, 1993)

## Lexikalischer Eintrag
- Richard Cook, Brian Morton: The Penguin Guide of Jazz on CD. 6. Auflage. Penguin, London 2002, ISBN 0-14-051521-6.